# UAP1
La UDP-N-acetilhexosamina pirofosforilasa es una enzima que en humanos está codificada por el gen UAP1. Entre sus funciones se encuentran el transporte al golgi y la posterior modificación y metabolismo de las proteínas. Convierte UTP y GlcNAc-1-P en UDP-GlcNAc, y UTP y GalNAc-1-P en UDP-GalNAc. La isoforma AGX1 tiene de 2 a 3 veces más actividad hacia GalNAc-1-P, mientras que la isoforma AGX2 tiene 8 veces más actividad hacia GlcNAc-1-P.